# Премьер-министр Арубы
Премье́р-мини́стр Арубы — глава правительства Арубы. Вместе с советом министров Арубы является исполнительной властью Арубы.

## Список премьер-министров Арубы
| № | № | Фото | Name (дата рождения–смерти) | Срок полномочий | Срок полномочий    | Партия                          |
| - | - | ---- | --------------------------- | --------------- | ------------------ | ------------------------------- |
|   | 1 |      | Хенни Эман (1948—2025)      | 1 января 1986   | 9 февраля 1989     | Народная партия Арубы           |
|   | 2 |      | Нельсон Одубер (1947)       | 9 февраля 1989  | 1 сентября 1994    | Народное избирательное движение |
|   | 3 |      | Хенни Эман (1948—2025)      | 1 сентября 1994 | 30 октября 2001    | Народная партия Арубы           |
|   | 4 |      | Нельсон Одубер (1947)       | 30 октября 2001 | 30 октября 2009    | Народное избирательное движение |
|   | 5 |      | Майк Эман (1961)            | 30 октября 2009 | 17 ноября 2017     | Народная партия Арубы           |
|   | 6 |      | Эвелин Вевер-Крус (1966)    | 17 ноября 2017  | по настоящее время | Народное избирательное движение |